# Сліпак Орест Ярославович
Орест Ярославович Сліпа́к — (24 серпня 1968, Львів — 12 лютого 2025, Антверпен (Бельгія) — лікар, дослідник, маркетолог, менеджер, виконавчий директор Міжнародної некомерційної благодійної організації «Фундація Василя Сліпака», відомий український культурний діяч.

## Життєпис
Народився у місті Львові 24 серпня 1968 року, у сім'ї службовців. Мати Надія Василівна працювала в конструкторському бюро, батько Ярослав Володимирович був спеціалістом виробничого підрозділу, молодший брат Василь Ярославович, всесвітньо відомий український оперний співак, соліст Паризької національної опери, волонтер, учасник Революції гідності та бойових дій на сході України. Позивний Міф. Загинув у бою від кулі снайпера. Кавалер ордена «За мужність» І ст. (2016, посмертно), Герой України (2017).
Навчався у Львівській школі № 46 із 1975 по 1985 роки. До Тернопільського медичного інституту (тепер — Тернопільський національний медичний університет імені І. Я. Горбачевського) вступив у 1986 році. У 1988 році долучився до команди кандидата в народні депутати СРСР 12-го скликання Романа Федоріва, якого обрали.
Служив в армії у 1989—1991 роках, після чого продовжив навчання в інституті, який із відзнакою закінчив у 1994 р. Навчався в аспірантурі (1994—1997). Здобув медичну освіту, спеціалізуючись у сфері кардіології. Працював кардіологом у Тернополі, Дніпрі.
Орест Сліпак відзначався глибокою любов'ю до культури, музики та історії. Його молодість минула в Тернополі, де він мешкав на масиві «Дружба» у дядька Ярослава Омеляна — заслуженого художника України, громадського діяча та члена Всеукраїнського товариства «Просвіта».
Працював у таких фармацевтичних компаніях:
1998—2010 — Merck & Co. (MSD) (США): представництво в Україні та країнах СНД. Позиції: від медичного представника по Західній та Центральній Україні до бренд-менеджера по Україні, Грузії, Білорусі.
2010—2013 — AstraZeneca (Велика Британія): представництво в Україні та країнах СНД. Позиції: від груп бренд-менеджера до керівника медичного департаменту і вповноваженого з якості та етичного ведення бізнесу.
2013—2017 — незалежний консультант з питань медицини та фармації, PR, упровадження електронних каналів комунікації.
Співпрацював із компаніями Coca-Cola, «Асоціація превентивної та антиейджинг медицини», Boehringer lngelheim, Medix Group, Живи Активно.
Розпорядженням від 5 січня 2017 року за № 25-к призначений позаштатним радником міського голови Львова Андрія Садового з 5 січня 2017 року.

## Громадська діяльність
Благодійна організація Тернопільський міський благодійний фонд «Гуманітарна аптека „Фармація без кордонів“», перша в Тернополі, яку організував Орест за участі Ольги Барни, Ігоря Господарського, Олега Чорнописького, Романа та Анни Бубняків, у 1990-х роках, надавала необхідні ліки тисячам пацієнтів абсолютно безкоштовно.
Його особиста ініціатива — проєкт «Допомога віддаленим селам» у співпраці з місцевими священниками УГКЦ, коли група лікарів виїжджала для безкоштовної допомоги мешканцям далеких сіл Тернопільщини.
Орест з братом Василем, солідаризуючись з неповносправними, були серед перших, що долучилися до руху Віра і Світло, який організовувала Зеновія Кушпета.
У травні 1992 року зорганізовано у Львові першу зустріч спільноти в Україні. Наступного року спільнота розпочала роботу у Тернополі, у становленні якої також допомагав Орест. Згодом він допоміг організувати літній табір для цієї організації у Зарваниці.
Разом із Ольгою Барною розвивав Всеукраїнську громадську організацію «Асоціація превентивної та антиейджинг медицини», яка об'єднує лікарів, що прагнуть надавати своїм пацієнтам найсучаснішу інформацію про можливості уповільнення процесів старіння та збереження активності навіть у найбільш поважному віці. Головою правління зараз є професор, д. мед. н., завідувач кафедри загальної практики (сімейної медицини) НМУ імені О. О. Богомольця Ольга Барна.
Був Президентом громадської організації «Українська рада медичної освіти».
Створив і очолив у 2016 р. Міжнародну некомерційну благодійну організацію «Фундація Василя Сліпака». Координував заходи та виставки на честь Героя України. Співпрацював із волонтерською ініціативою «Fraternité Ukrainienne/Українське братство» (Париж), засновником якої був його брат, з гуманітарною некомерційною організацією «Opera friends for children/Оперні виконавці — дітям», яку спільно з колегами, відомими європейськими оперними співаками, а саме: Ґоша Ковалінська (мецо-сопрано), Ґійом Дюссо (бас), Тьєрі де Марслі (тенор) створив оперний співак Василь Сліпак, з асоціацією «Перетинаючи Європу/A travers l'Europe», яка підтримує зв'язок між українськими та європейськими журналістами, науковцями, соціологами, громадськими активістами, а з початком війни займається допомогою дітям, вдовам, родинам військових. Почесним головою асоціації є Василь Сліпак — посмертно. 
Створив у 2020 році інноваційний проєкт «Мистецтво для медицини», в межах освітніх онлайн-заходів, понад 22 концерти, «Мистецтво лікування», які проводили «Асоціація превентивної та антиейджинг медицини» та «Українська рада медичної освіти». Відомі музиканти, професори Національної музичної академії України імені Петра Чайковського Леся Олійник, народний артист України Юрій Кот і заслужена діячка мистецтв України Ірина Алексійчук, відомий французький диригент Ніколя Кроз в онлайн-режимі дарували своє мистецтво медичним працівникам. 
Після загибелі брата присвятив себе культурній діяльності, розвиваючи і популяризуючи українську музику і мистецтво у світі. 
Помер 12 лютого 2025 року в Антверпені (Бельгія). Похований на 76 полі Личаківського цвинтаря у Львові.